# Orphilus subnitidus
Orphilus subnitidus är en skalbaggsart som beskrevs av Leconte 1861. Orphilus subnitidus ingår i släktet Orphilus och familjen ängrar. Inga underarter finns listade i Catalogue of Life.